# Polygone circonscriptible

Un trapèze circonscriptible.

En géométrie euclidienne, un polygone circonscriptible (ou polygone tangentiel) est un polygone convexe possédant un cercle inscrit, c'est-à-dire un cercle tangent à tous ses côtés. Son polygone dual, de sommets les points de contact du cercle inscrit avec lui, est un polygone inscriptible, puisque possédant le cercle inscrit dans le polygone de départ pour cercle circonscrit.

Tout triangle possède un cercle inscrit, est donc circonscriptible.

Les exemples les plus simples de polygones circonscriptibles sont les triangles et les polygones réguliers. Un ensemble particulier de polygones circonscriptibles est celui des quadrilatères circonscriptibles, dont font partie les losanges et les cerfs-volants.

## Caractérisations

### Par les bissectrices
Un polygone convexe possède un cercle inscrit si et seulement si et seulement les bissectrices de ses angles sont concourantes. Le point de concours est alors le centre du centre inscrit.

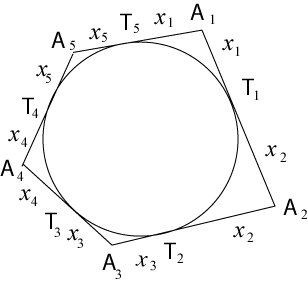
Pentagone circonscriptible..
, etc.

### Par les longueurs des côtés
Si {\displaystyle a_{1},\cdots ,a_{n}} sont les longueurs successives des côtés d'un polygone, Il existe un polygone circonscriptible de n côtés de longueurs respectives {\displaystyle a_{1},\cdots ,a_{n}} si et seulement si le système d'équations linéaires (S)
{\displaystyle x_{1}+x_{2}=a_{1},\quad x_{2}+x_{3}=a_{2},\quad \ldots ,\quad x_{n}+x_{1}=a_{n}}
possède une solution réelle {\displaystyle (x_{1},\cdots ,x_{n})} .
Si une telle solution existe, alors {\displaystyle x_{1},\cdots ,x_{n}} sont les distances de contact du polygone (les distances entre les sommets du polygone et les points de contact avec le cercle).

#### Cas d'un nombre impair de sommets
Lorsque n est impair, le système (S) possède une solution unique et il existe un polygone correspondant, unique à isométrie près.
La solution du système est donnée par {\displaystyle 2x_{1}=a_{1}-a_{2}+a_{3}-\cdots +a_{n}}, les autres étant obtenues par permutation des indices.

Losanges de côtés de longueurs données avec leur cercle inscrit

#### Cas d'un nombre pair de sommets
Théorème de Pitot généralisé :
Lorsque n est pair, le système (S) possède une solution si et seulement si la somme alternée des {\displaystyle a_{i}} est nulle, c'est-à-dire si {\displaystyle a_{1}+a_{3}+\cdots +a_{n-1}=a_{2}+a_{4}+\cdots +a_{n}}, par exemple si {\displaystyle a_{i}=a_{i+1}}; le système est alors indéterminé d'ordre 1, et il y a une infinité de polygones circonscriptibles non isométriques avec ces longueurs de côtés:p. 389. On peut remarquer par exemple que pour n = 4, tous les losanges de côtés de longueurs  {\displaystyle a_{1}=a_{2}=a_{3}=a_{4}=a} sont circonscriptibles.

## Rayon du cercle
Si les n côtés du polygone circonscriptible sont de longueurs {\displaystyle a_{1},\cdots ,a_{n}}, le rayon du cercle inscrit vaut
{\displaystyle r={\frac {S}{p}}={\frac {2S}{\sum _{i=1}^{n}a_{i}}}}
où S est l'aire du polygone et p son demi-périmètre. Tout triangle étant circonscriptible, cette formule s'applique à tout triangle.

## Autres propriétés
- Un polygone circonscriptible ayant un nombre impair de côté a ses côtés égaux si et seulement si ses angles sont égaux, et donc si le polygone est régulier. Un polygone circonscriptible ayant un nombre pair de côtés a ses côtés égaux si et seulement si les angles sont égaux de deux en deux (soit les angles en A, C, E, ... égaux et les angles en B, D, F, ... aussi)[5].

- Pour un polygone dont la suite des longueurs des côtés successifs est donnée, ainsi que celle des angles au sommet successifs, le minimum de l'aire est atteint dans le cas circonscriptible[6]:p. 862.
- Le centre de gravité d'un polygone circonscriptible, l'isobarycentre de ses points de contact, et le centre du cercle inscrit sont alignés, le centre de gravité étant situé entre les deux autres, et deux fois plus éloigné du centre du cercle inscrit que de l'isobarycentre de ses points de contact[6]:pp. 858–9.

## Cas particuliers

### Hexagone circonscriptible
Dans un hexagone circonscriptible ABCDEF, les trois diagonales [AD]  , [BE]  et [CF]   sont concourantes ; c'est un cas particulier du théorème de Brianchon.